# Клодин Оже
Клодин Оже (фр. Claudine Auger, рођена 26. априла 1941. са презименом Oger — преминула 18. децембра 2019) била је француска филмска глумица, најпознатија по улози Доминик „Домино“ Дервал, девојке Џејмса Бонда у филму Операција Гром из 1965. године. Победила је на такмичењу Miss France Monde и постала прва пратиља на такмичењу за Мис света 1958.

## Младост
Рођена је у Паризу где је похађала Париски конзерваторијум, наступајући у драмским улогама. Прву филмску улогу добила је док је још ишла у школу.

## Каријера
У филму Жана Коктоа Орфејев тестамент из 1960. године глумила је балерину, али није била потписана на шпици. Са осамнаест година удала се за 41-годишњег писца и режисера Пјера Гаспар-Уита, да би потом глумила у неколико његових филмова: Гвоздена маска (1962) и Кали-Југ, богиња освете (1963).
Док је била на одмору у граду Насау, приметио ју је писац и продуцент Кевин Маклори и позвао на аудицију за филм Операција Гром (1965). Домино је била осмишљена као Италијанка, Доминета Петаки, али је Ожеова оставила такав утисак на продуценте да су због ње преправили улогу у Францускињу. Иако је узимала часове ради усавршавања енглеског, глас јој је на крају заменила Ники ван дер Зил. Ожеова је говорила да јој је Домино блиска улога, будући да је и глумица била у вези са старијим мушкарцем. Пошто је постала филмска звезда, добила је приказ великог формата у Плејбоју и гостовала на ванредној ТВ емисији са Денијем Томасом и Бобом Хоупом.
Операција Гром је потиснула Ожеову према успешној филмској каријери у Европи, али је мало учинила за глумицу у САД. Барбара Бак и Барбара Буше, такође „девојке Џејмса Бонда“, наступају с њом у филму Стреле отровног паука (1971), мистерији жанра ђало. Исте године појавила се у још једном ђало филму Марија Баве, Крвави залив. Играла је и у филму Необична прича Едија Чапмана (1966), на којем је поново радила са Теренсом Јангом, режисером Операције Гром, а глумила је и у Крволочној игри (1967).